# Xã Spring Grove, Quận Greene, Arkansas
Xã Spring Grove (tiếng Anh: Spring Grove Township) là một xã thuộc quận Greene, tiểu bang Arkansas, Hoa Kỳ. Năm 2010, dân số của xã này là 7.180 người.